# 维兰泰里奥
维兰泰里奥（義大利語：Villanterio），是意大利帕维亚省的一个市镇。总面积14平方公里，人口3176人，人口密度226.9人/平方公里（2009年）。国家统计（ISTAT）代码为018180。